# Nasirabad (Iran)
Nasīrābād (farsi نصیرآباد) è una città dello shahrestān di Robatkarim, circoscrizione Centrale, nella provincia di Teheran in Iran. Aveva, nel 2006, una popolazione di 23.802 abitanti. 